# Pogonatum comosum
Pogonatum comosum är en bladmossart som beskrevs av Mitten 1869. Pogonatum comosum ingår i släktet grävlingmossor, och familjen Polytrichaceae. Inga underarter finns listade i Catalogue of Life.